# Вруда (Ленинградская область)
Вру́да — посёлок в Большеврудском сельском поселении Волосовского района Ленинградской области.

## История
Согласно карте Санкт-Петербургской губернии 1860 года на месте современного посёлка располагался полустанок Вруда.
С 1917 по 1924 год посёлок Вруда входил в состав Врудского поссовета Врудской волости Кингисеппского уезда.
С 1924 года в составе Сяглицкого сельсовета.
Согласно данным переписи населения СССР 1926 года в посёлке Вруда проживали 211 человек, большинство эстонцы, а также русские и поляки.
С августа 1927 года в составе Молосковицкого района.
С 1928 года в составе Врудского сельсовета.
С 1931 года в составе Волосовского района.

План посёлка Вруда. 1933 год

По административным данным 1933 года посёлок назывался Вруды и являлся административным центром Врудского сельсовета Волосовского района, в который входили 5 населённых пунктов: посёлок Вруды; деревни Коноковицы, Сяглицы, Тресковицы и Ямки, общей численностью населения 1179 человек. Согласно топографической карте 1933 года посёлок назывался Вруда и насчитывал 45 дворов. В посёлке располагалась одноимённая железнодорожная станция, совхоз и почтовое отделение.
По данным 1936 года административным центром Врудского сельсовета являлось село Вруда, в его состав входили 7 населённых пунктов, 289 хозяйств и 3 колхоза.
C 1 августа 1941 года по 31 января 1944 года посёлок находился в оккупации. 
С 1963 года в составе Кингисеппского района.
С 1965 года вновь в составе Волосовского района. В 1965 году население посёлка Вруда составляло 916 человек.
По административным данным 1966, 1973 и 1990 годов посёлок Вруда являлся административным центром Врудского сельсовета.
В 1997 году посёлок Вруда являлся административным центром Врудской волости, в посёлке проживал 271 человек, в 2002 году — 247 человек (русские — 88 %), в 2007 году — 213.
В мае 2019 года посёлок вошёл в состав Большеврудского сельского поселения.

## География
Посёлок расположен в центральной части района на автодороге 41К-045 (Большая Вруда — Овинцево).
Расстояние до административного центра поселения — 3 км. Расстояние до районного центра — 15 км.
В посёлке находится железнодорожная станция Вруда на линии Мга — Ивангород.

## Демография
| 2002 | 2007 | 2010 | 2017 |
| ---- | ---- | ---- | ---- |
| 247  | ↘213 | ↗246 | ↗298 |

### Национальный состав
Согласно данным Всероссийской переписи населения 2021 года в посёлке проживали 272 человека, из них:
 русские — 225, таджики — 14, армяне — 10, корейцы — 9, эстонцы — 4, грузины — 3, молдаване — 3, белорусы — 1, ассирийцы — 1, латыши — 1, другие национальности — 1 человек.

## Фото

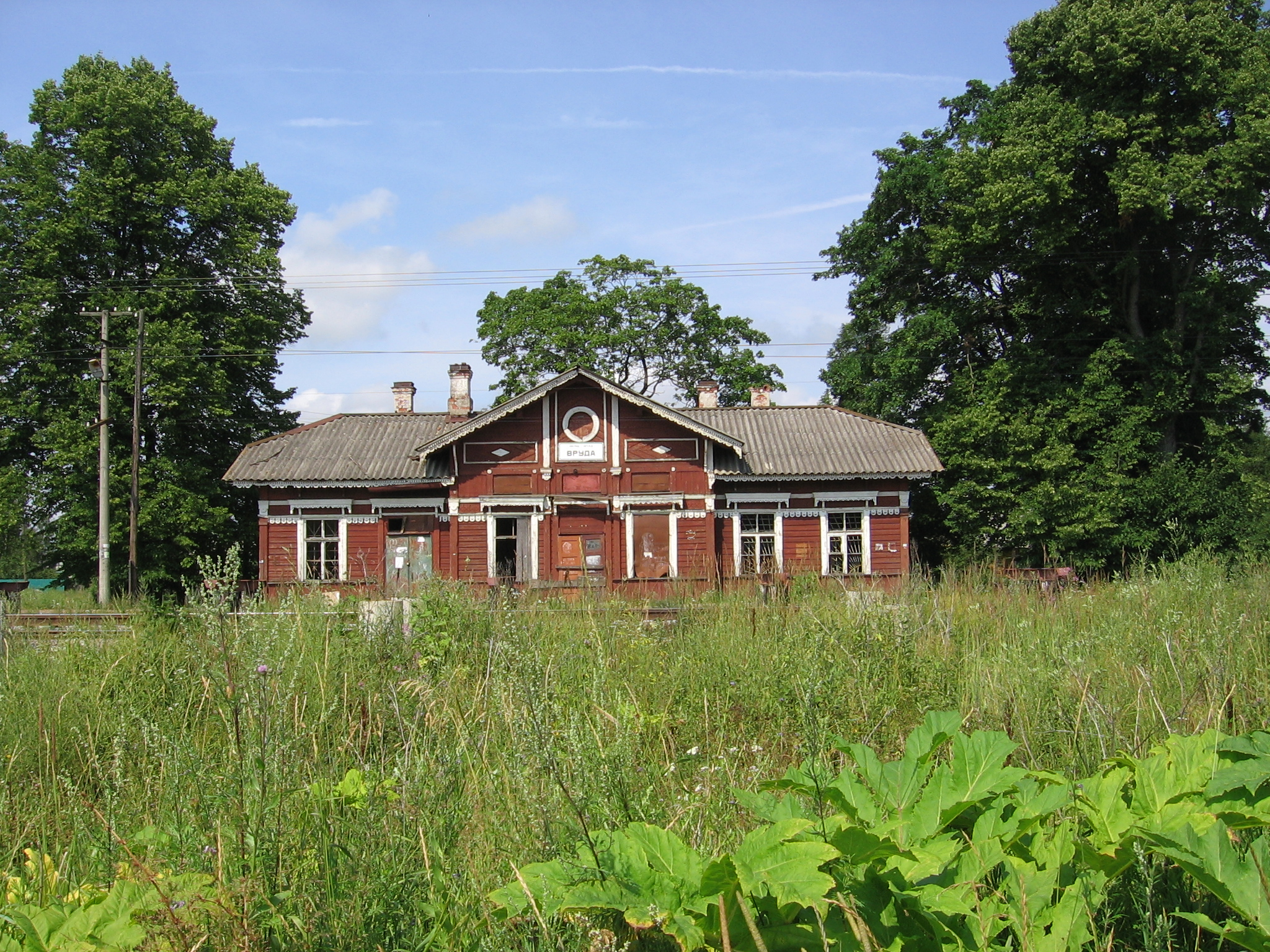
Здание вокзала станции Вруда. 2010 год

## Улицы
1 Мая, Вокзальная, Железнодорожная, Заводская, Лесная, Победы, Центральная.